# Viktor Tilgner
Viktor Oskar Tilgner, né le 25 octobre 1844 à Presbourg et mort le 16 avril 1896 à Vienne, est un sculpteur et portraitiste autrichien. Il est le principal représentant du néo-baroque comme les œuvres du Ring.

## Biographie
Il est le fils d'un capitaine prussien. Enfant, il vient à Vienne et s'attache à cette ville. Très tôt il s'intéresse et est repéré par Franz Schönthaler (de) qui devient son premier professeur.
À l'Académie des beaux-arts de Vienne, il étudie auprès de Franz Bauer mais se rapproche de Josef Gasser qui lui fait découvrir le mouvement baroque. Par ailleurs, il s'intéresse à la ciselure avec le médailleur Joseph Daniel Böhm (de).
Son académisme réaliste est l'influence du peintre Hans Makart avec qui il visite l'Italie en 1874. En outre, il est en contact avec Johann Strauss II et le cercle artistique de Karl Lanckoroński. Il est aussi influencé par le sculpteur français Jean-Baptiste Gustave Deloye qui expose lors de l'exposition universelle de 1873 à Vienne.
Durant les vingt dernières années de sa vie, il vit dans son atelier près du palais Schwarzenberg. À la fin, il souffre d'une maladie cardiaque qui le retarde dans l'exécution d'un monument pour Mozart. Il meurt le 16 avril 1896 au matin à son domicile d'une crise cardiaque. Il reçoit une tombe d'honneur au cimetière central de Vienne.

## Œuvre
Sa statue de Mozart au Burggarten est l'œuvre de Viktor Tilgner la plus connue mais aussi la dernière. Les putti à la base tendent vers l'Art nouveau. Elle sera dévoilée quelques jours après la mort de son auteur.
Son œuvre se compose principalement de décorations pour les nouveaux bâtiments de Vienne comme le Burgtheater, le Neue Hofburg, la Villa Hermès, ainsi que des fontaines, des monuments, souvent funéraires.
La majeure partie de la succession de Tilgner est allée à sa ville natale et est maintenant exposée au Musée des beaux-arts de Bratislava.

## Galerie

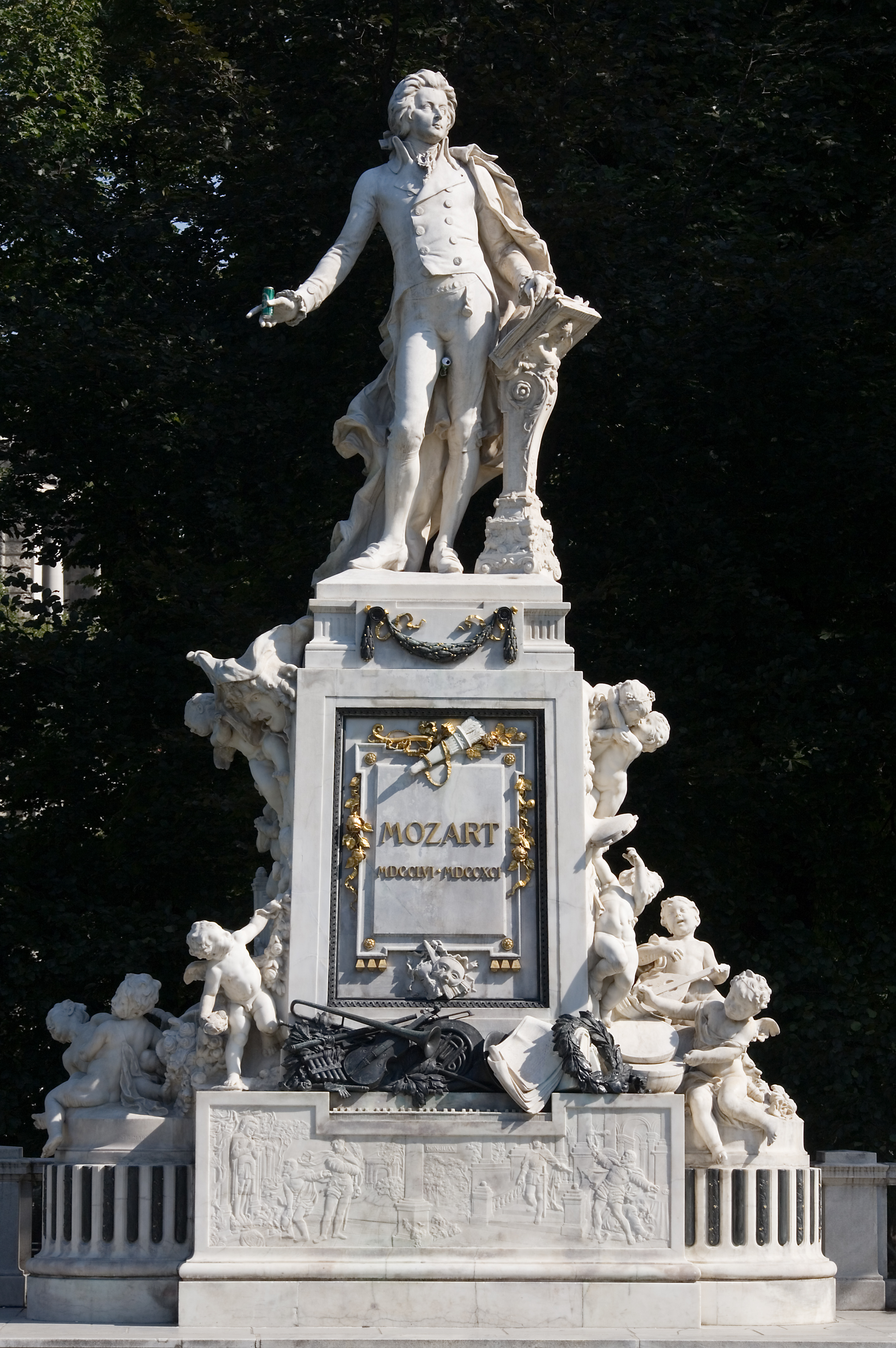
Monument pour Mozart
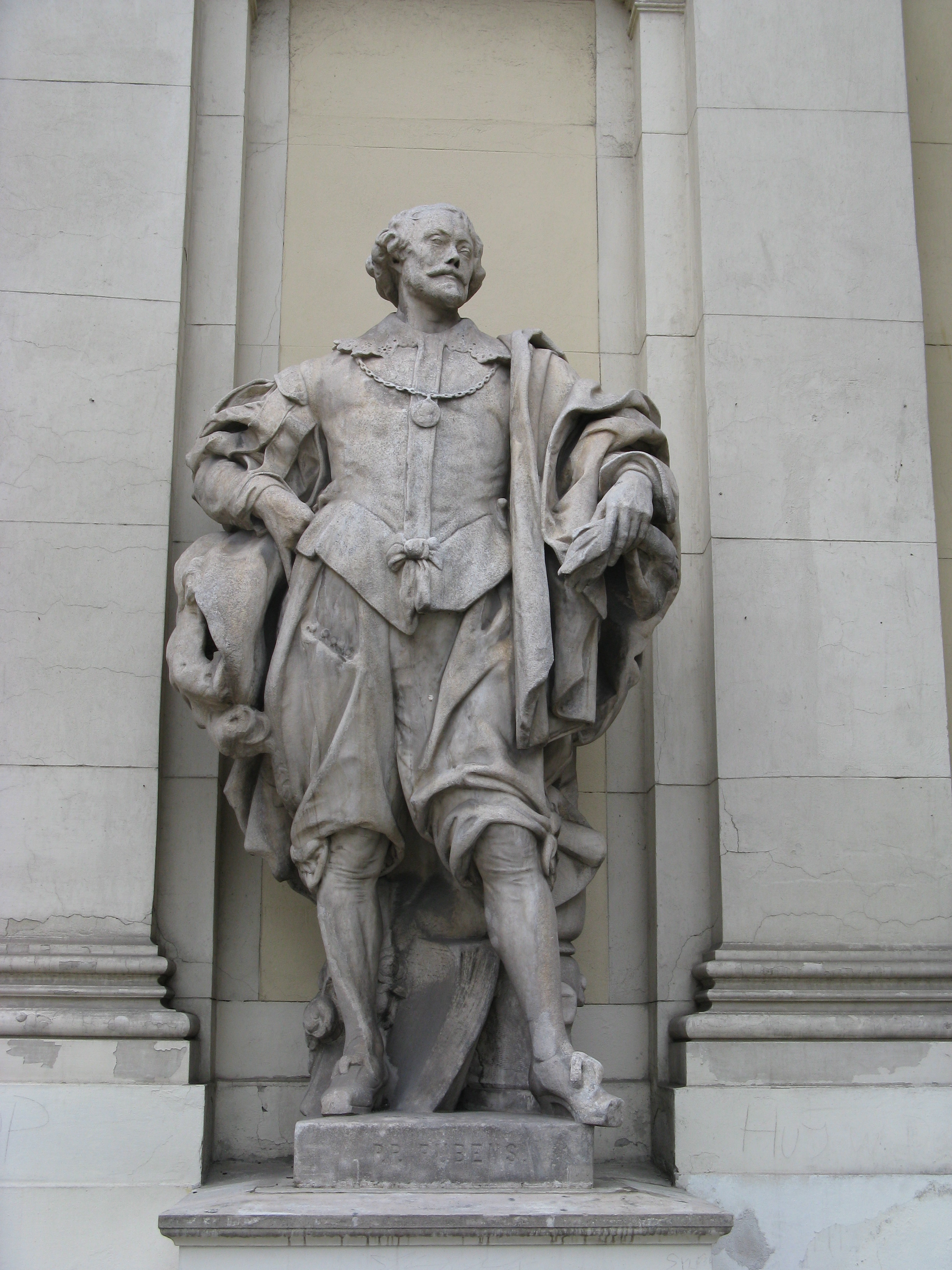
Statue de Rubens, Künstlerhaus de Vienne
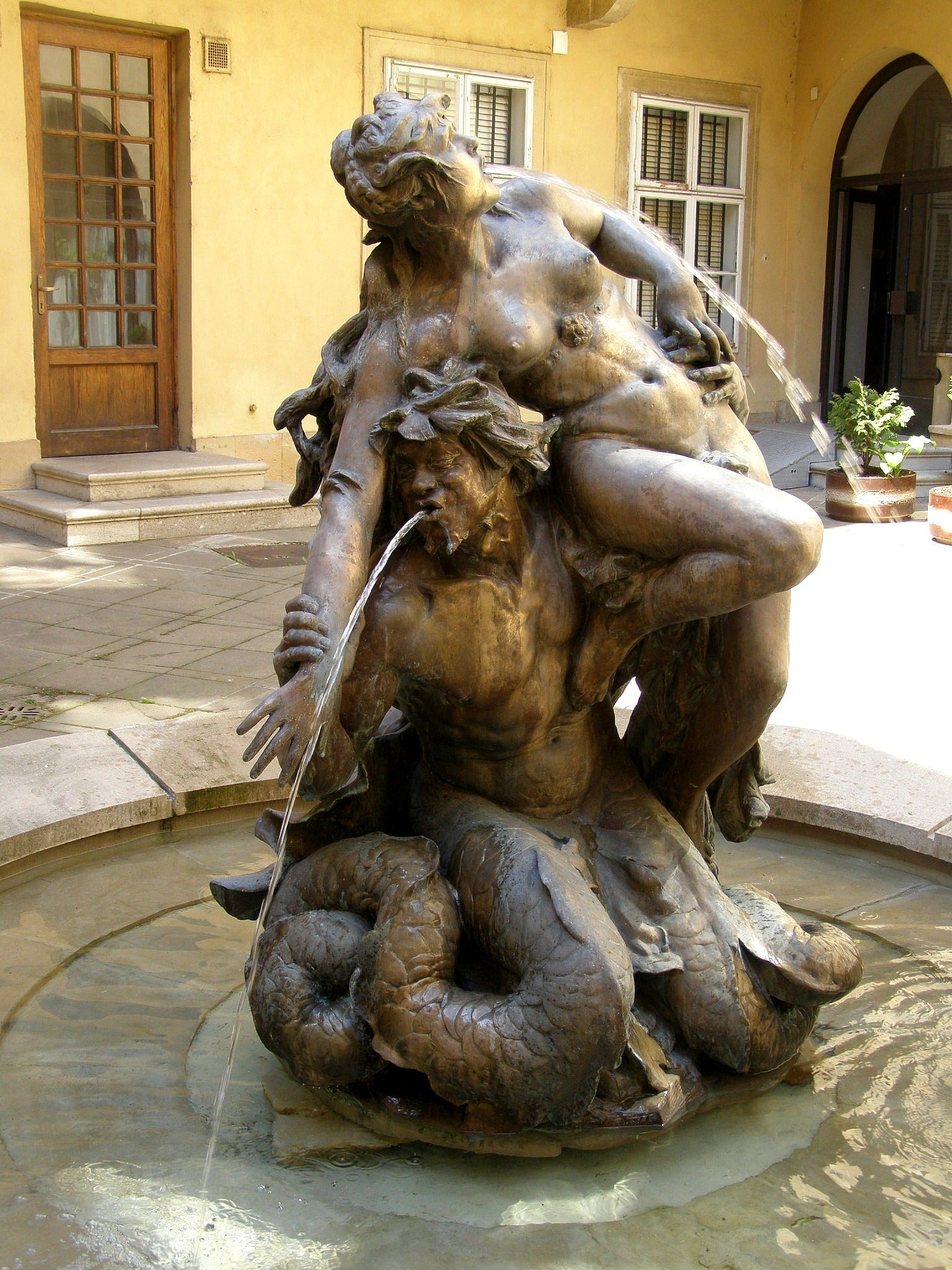
Triton et une nymphe, fontaine de Bratislava
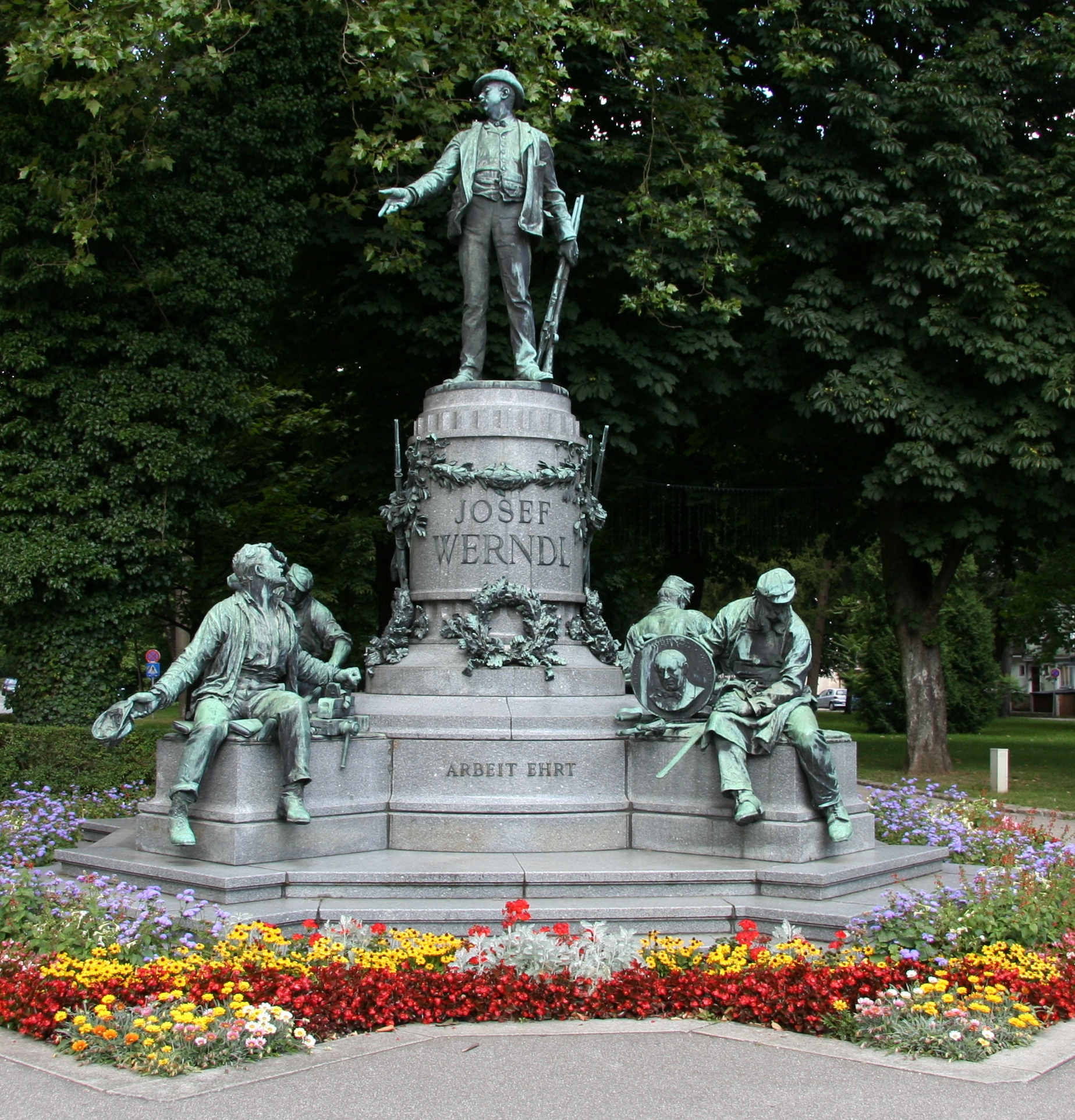
Monument pour Josef Werndl
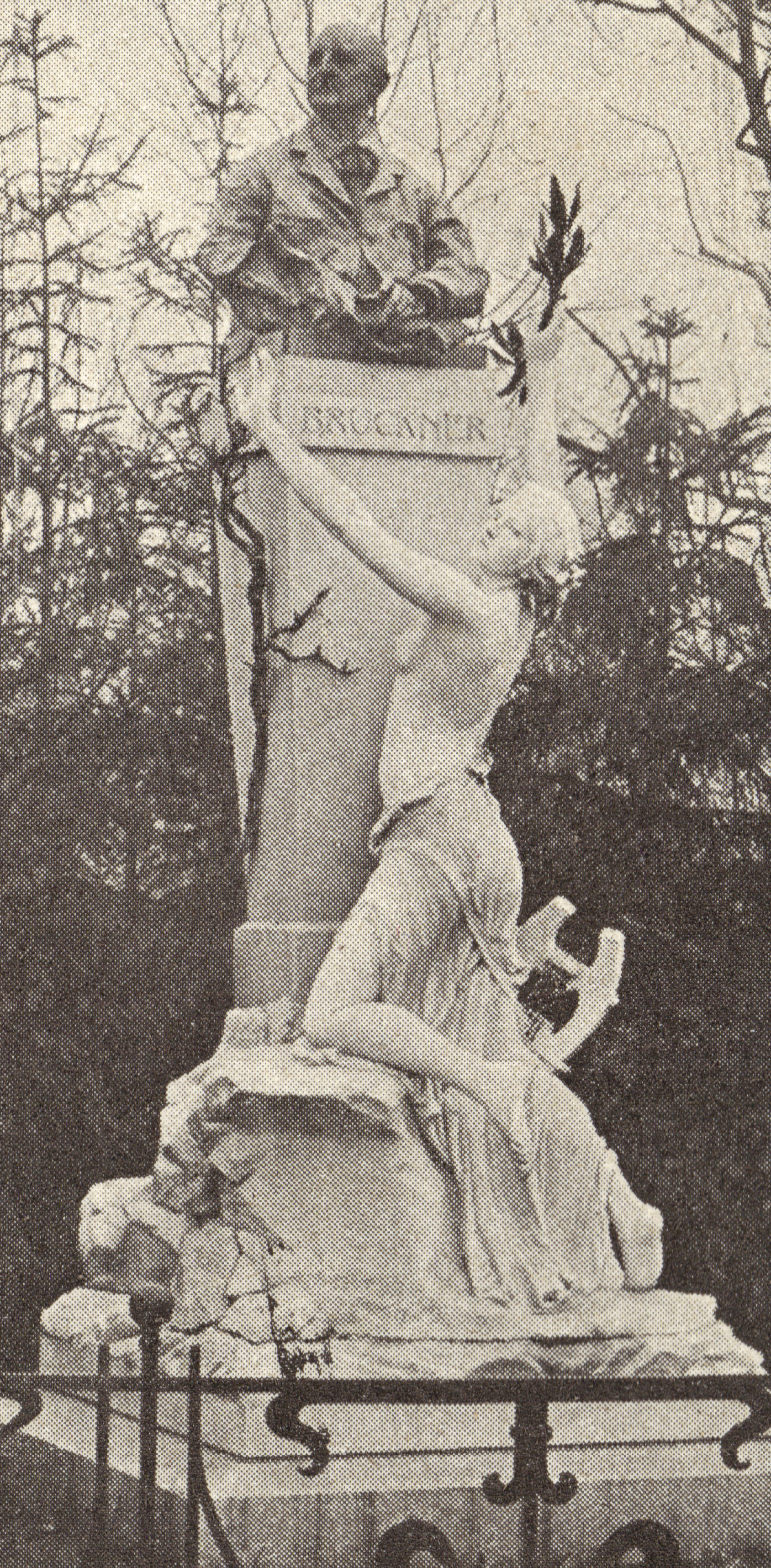
Monument funéraire d'Anton Bruckner
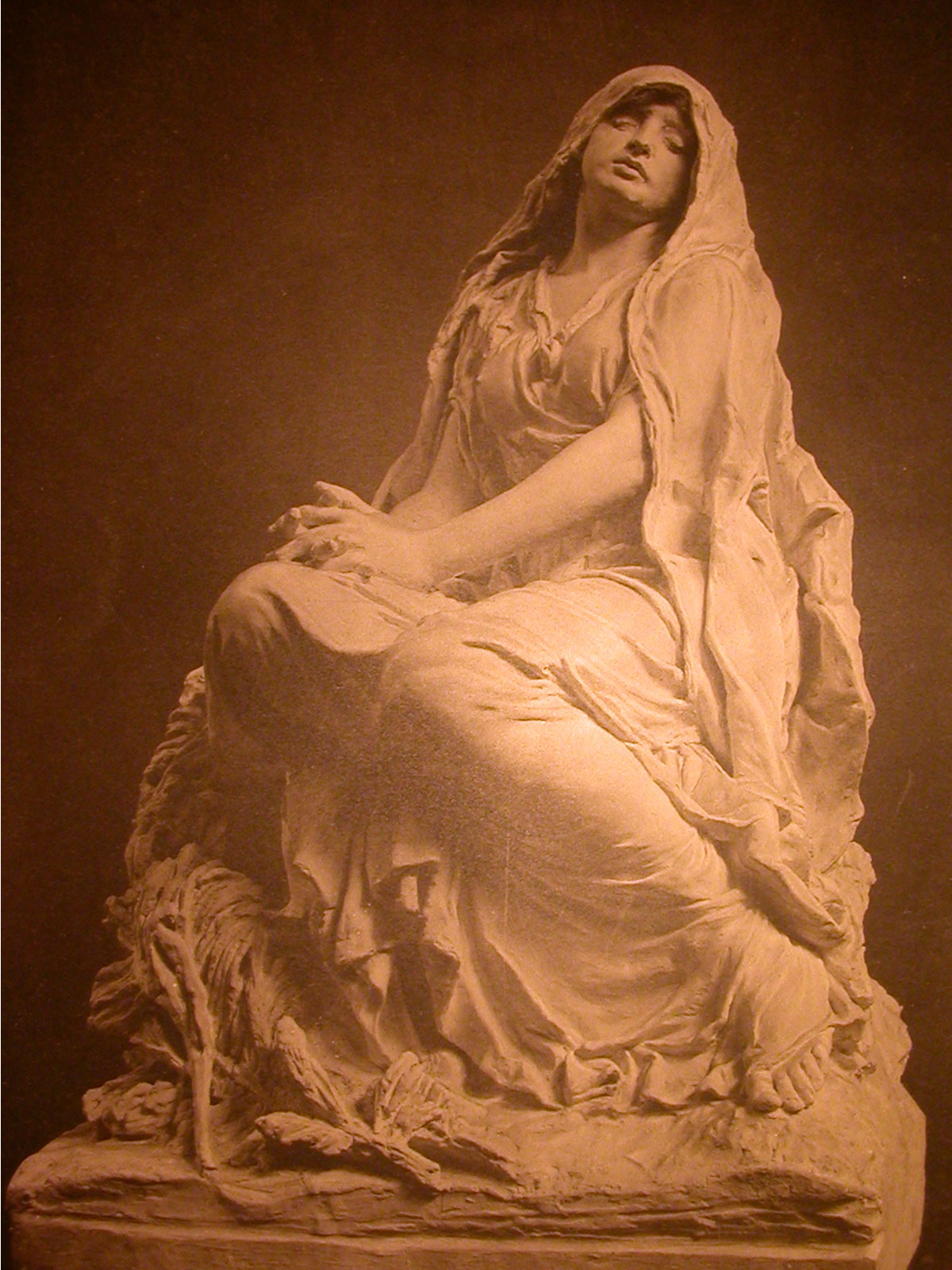
Pleureuse (photo de Josef Löwy (de))